# 匈牙利葡萄酒

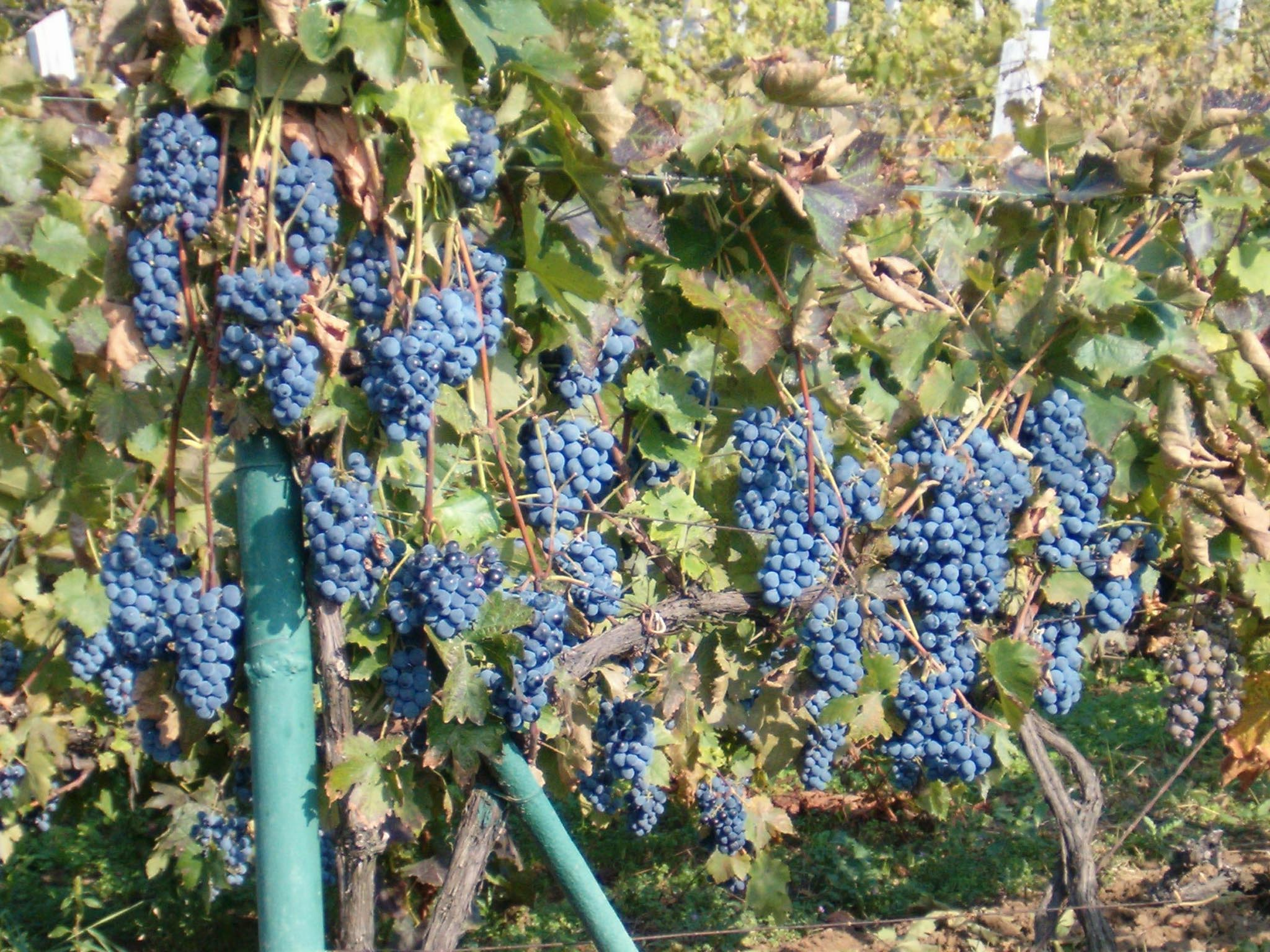
匈牙利當地種植的葡萄

匈牙利的葡萄酒生產歷史至少可以追溯至羅馬帝國時期。匈牙利葡萄酒中最著名的品種是貴腐葡萄酒的代表種類托考伊葡萄酒。歐洲只有三種語言的葡萄酒一詞並非來自拉丁語，匈牙利就是其中之一。現在匈牙利葡萄酒以白葡萄酒為主。